# Майкл Кидд
Майкл Кидд (англ. Michael Kidd, урождённый Милтон Гринвальд, англ. Milton Greenwald, 12 августа 1915 года, Нью-Йорк, США — 23 декабря, 2007 года, Лос-Анджелес, США) — американский хореограф театра и кинематографа, танцор, актёр, работавший в течение пяти десятилетий, поставивший большое количество популярных театральных мюзиклов и создавших их экранизации. Майкл Кидд, находившийся под сильным влиянием творчества Чарли Чаплина и Леонида Мясина, стал новатором в направлении, известном как «интегрированный мюзикл», в котором танцевальные движения являются неотъемлемой частью сюжета.
Вероятно, самыми известными его работами стали картина «Семь невест для семерых братьев» (1954) и постановка танцев Фреда Астера и Сид Чарисс в фильме «Театральный фургон» (1953). Пятикратный обладатель Премии «Тони» за лучшую хореографию (1947, 1951, 1954, 1957, 1960) и премии Оскар за продвижение искусства танца в кинематографе на протяжении всей карьеры (вручена в 1997 году).

## Биография
Милтон Гринвальд, позже, в зрелом возрасте принявший псевдоним Майкл Кидд, родился в Нижнем Ист-Сайде Нью-Йорка в семье парикмахера Авраама Гринвальда и его жены Лилиан, еврейских эмигрантов из России. В средней школе он заинтересовался танцами, но до определённого времени это оставалось любительским увлечением. В 1936—1937 годах Милтон учился в Городском колледже Нью-Йорка, где проходил курс основ технологии химической промышленности, но бросил его немедленно после того, как ему был присуждён грант от Школы американского балета. В составе балетной труппы Караван совершил тур по стране, в ходе которого не только участвовал в массовых сценах, но и исполнял ведущие роли, в том числе Билли Кида в одноимённой танцевальной постановке. В 1942 году на волне военного патриотического подъёма участники балета стали принимать «типично американские» псевдонимы. Милтон выбрал короткое и запоминающееся имя Майкл Кидд.
В это же время танцор стал солистом вновь созданной труппы, позже получившей название Американский театр балета, в составе которой много и плодотворно работал. Обозреватель «The New York Times» даже назвал Майкла надеждой американского классического танца. Однако в 1947 году Кидд навсегда покинул балет ради Бродвейской сцены.

## Бродвей и Голливуд
Первой его работой в музыкальном театре стала постановка танцев для мюзикла «Радуга Финиана», которая немедленно принесла успех начинающему хореографу — он получил свою первую премию «Тони». Несколько следующих постановок оказались провальными, но уже в 1950 году Кидда в составе команды под руководством Фрэнка Луссера ожидало новое достижение: спектакль «Парни и куколки» был хорошо принят критикой и зрителями, а в последующем выдержал более тысячи представлений. за эту постановку Майкл получил вторую премию «Тони» и приглашение работать в Голливуд. Там его также ожидал успех. Картина «Театральный фургон» (1953 год) с Фредом Астером и Сид Чарисс, поставленная Винсентом Миннелли, была названа критиками «лучшим музыкальным фильмом в истории кино». Особенно высокие оценки были даны номерам «Girl Hunt Ballet», «Shine on Your Shoes» и «Dancing in the Dark». На следующий год Майкл Кидд в качестве постановщика танцев работает ещё над одной лентой — «Семь невест для семерых братьев», которая после премьеры принесёт ему настоящую известность.
Однако к середине 1950-х годов интерес к мюзиклам у зрителей начинает ослабевать. За всё последующее десятилетие хореограф был приглашён для съёмок всего двух музыкальных картин. Лента «Всегда хорошая погода» стала для Кидда актёрским дебютом: он, Джин Келли и Дэн Дэйли сыграли трёх боевых товарищей, встретившихся спустя 10 лет после окончания Второй мировой войны. Фильм получил хорошие отзывы критиков, но кассовые сборы были не велики. Вероятно, он не оправдал ожидания зрителей, поскольку был задуман как продолжение приключений трёх матросов из «Увольнения в город», но Фрэнк Синатра и Жюль Маншин в нём сниматься отказались. Кроме того, работа над картиной сопровождалась постоянными профессиональными спорами между Киддом и Келли (который был одним из режиссёров проекта). Особенную негативную остроту конфликт получил, когда Келли отказался включить в ленту десятиминутный сольный номер Майкла.
В 1957 году Кидд был приглашён в качестве режиссёра и хореографа музыкальной комедии «Веселый Эндрю», с Дэнни Кеем в главной роли. Но время мюзиклов в кинематографе стремительно уходило, и Кидд, после этой достаточно средней работы, он сосредоточил все свои творческие интересы на Бродвее. Хотя полностью он не прерывал работу на сцене и ранее. Например, в 1953—1954 годах для мюзикла «Канкан» он создал танцевальные номера для Гвен Вердон, которые сделали её настоящей звездой. В конце 1950-х — начале 1960-х годов он ставит танцы в спектаклях, создаваемых практически ежегодно, но большого успеха добился только один из них — «Дестри снова в седле» (1959 год), получивший премию «Тони» за хореографию.
В 1969 году Майкл Кидд участвовал экранизации бродвейского «Хелло, Долли!». Фильм создавался сложно, Барбра Стрейзанд не могла найти общего языка с партнёром Уолтером Маттау и режиссёром Джином Келли, тот, в свою очередь, конфликтовал с Киддом. К концу работы над картиной они вообще перестали разговаривать друг с другом. Подобная обстановка на съёмочной площадке сказалась на результат: фильм был негативно оценён критиками.
Работа в 1970-х — 1980-х годах больших творческих удач не принесла, хотя всегда оценивалась критиками позитивно.

## Личная жизнь
Майкл Кид был женат дважды. Его брак с балериной Мэри Хитер в 1945 году закончился разводом. В 1969 году женился на Шеле Хакетт. Имел двух дочерей от первого брака, сына и дочь от второго. Умер от рака в возрасте 92 в своем доме в Лос-Анджелесе, штат Калифорния.

## Избранная фильмография
| Год  |   | Русское название                | Оригинальное название           | Роль                |
| ---- | - | ------------------------------- | ------------------------------- | ------------------- |
| 1953 | ф | Театральный фургон              | The Band Wagon                  | хореограф           |
| 1954 | ф | Семь невест для семерых братьев | Seven Brides for Seven Brothers | хореограф           |
| 1955 | ф | Парни и куколки                 | Guys and Dolls                  | хореограф           |
| 1955 | ф | Всегда хорошая погода           | It's Always Fair Weather        | актёр               |
| 1958 | ф | Весёлый Эндрю                   | Merry Andrew                    | режиссёр, хореограф |
| 1969 | ф | Хелло, Долли!                   | Hello, Dolly!                   | хореограф           |
| 1975 | ф | Улыбка                          | Smile                           | актёр               |
| 1989 | ф | До мозга костей                 | Skin Deep                       | актёр               |